# 전북특별자치도교육청김제학생교육문화관
전북특별자치도교육청김제학생교육문화관은 전북특별자치도 김제시 소재의 도서관이다.

## 연혁
- 2007. 09. 27. 김제교육문화회관 건립 계획 승인
- 2009. 10. 29. 전라북도교육청 행정기구 설치조례 공포
- 2010. 03. 01. 김제교육문화회관 개관
- 2011. 04. 14. 4층 증축공사 준공
- 2012. 01. 01. 제3대 조규승 관장 취임

## 시설현황
본관
- 지하1층: 기계실, 전기실, 창고
- 1층: 문화교실, 시청각실, 전시실, 안내실, 서버실
- 2층: 관장실, 총무과, 문화교실, 멀티교육실, 예체능실,체험교실
- 3층: 어린이자료실, 제1열람실, 문화교실, 휴게실
- 4층: 종합자료실(디지털자료실), 교육문화과, 세미나실, 서고

분관
- 1층: 일반자료실, 디지털자료실, 사무실, 창고
- 2층: 열람실, 아동열람실, 평생교육실

## 이용 안내
이용 시간
- 자료실: 09:00 ~ 18:00(월요일, 일요일을 제외한 법정공휴일 휴실)
- 디지털자료실: 09:00 ~ 18:00(토요일,법정공휴일 휴실)
- 열람실: 07:00 ~ 23:00(1월 1일, 설날, 추석 휴실)